# Вилде, Раймонд Робертович
Ра́ймонд Ро́бертович Ви́лде (латыш. Raimonds Vilde; 19 августа 1962, Рига) — советский волейболист и латвийский волейбольный тренер, игрок сборной СССР (1985—1989). Серебряный призёр Олимпийских игр 1988, чемпион Европы 1985, шестикратный призер чемпионатов СССР. Нападающий. Мастер спорта СССР международного класса. Заслуженный мастер спорта СССР (1989). Рост 200 см.

## Биография
Выступал за команду «Радиотехник» (Рига). Чемпион СССР 1984, трёхкратный серебряный призёр союзных первенств (1983, 1986, 1987), двукратный бронзовый призёр чемпионатов СССР (1990, 1991). С 1991 года выступал в европейских клубах.
В составе молодёжной сборной СССР в 1979 стал чемпионом Европы, а в 1981 — чемпионом мира.
В сборной СССР в официальных соревнованиях выступал в 1985—1989 годах. В её составе: серебряный призёр Олимпийских игр 1988, серебряный призёр чемпионата мира 1986, серебряный призёр розыгрыша Кубка мира 1985, чемпион Европы 1985, победитель Игр доброй воли 1986, участник чемпионата Европы 1989.
После окончания игровой карьеры перешёл на тренерскую работу. До 2010 года возглавлял мужскую национальную сборную Латвии и ведущие латвийские клубы. В 2018 году тренировал команду Рижского технического университета.

## Источник
- Волейбол: Энциклопедия / Сост. В. Л. Свиридов, О. С. Чехов. — Томск: Компания «Янсон», 2001.